# 埃斯克洛泽勒
埃斯克洛泽勒（法語：Esclauzels，法語發音：[ɛsklozɛl]）是法国洛特省的一个市镇，属于卡奥尔区。

## 地理
埃斯克洛泽勒（44°25'18"N, 1°37'14"E）面积17.73 平方千米，位于法国奧克西塔尼大區洛特省，该省份为法国西南部内陆省份，北起顺时针与科雷兹省、康塔爾省、阿韦龙省、塔恩-加龙省、洛特-加龍省和多尔多涅省接壤。
与埃斯克洛泽勒接壤的市镇（或旧市镇、城区）包括：阿尔康巴勒、欧若勒、贝尔冈蒂、孔科特、克朗普、圣西尔克拉波皮、圣热里韦尔。

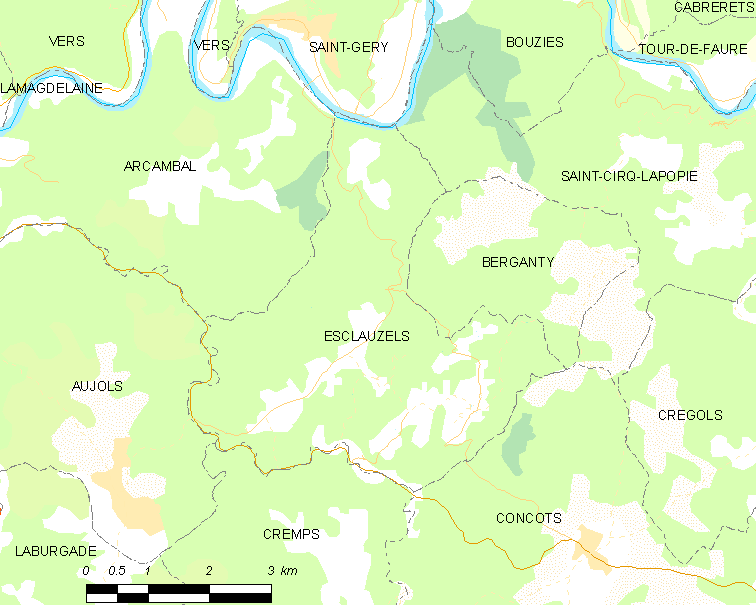
埃斯克洛泽勒的OSM定位图

埃斯克洛泽勒的时区为UTC+01:00、UTC+02:00（夏令时）。

## 行政
埃斯克洛泽勒的邮政编码为46090，INSEE市镇编码为46092。

## 政治
埃斯克洛泽勒所属的省级选区为科斯与谷地县。

## 人口

1962-2008年间埃斯克洛泽勒人口变化图示

埃斯克洛泽勒于2022年1月1日时的人口数量为218人。